# Route 144 (Ontario)
Pour les articles homonymes, voir Route 144.
La route 144 est une route provinciale de l'Ontario reliant la grande région de Sudbury à Timmins. Elle s'étend sur une distance de 271 kilomètres.

## Tracé

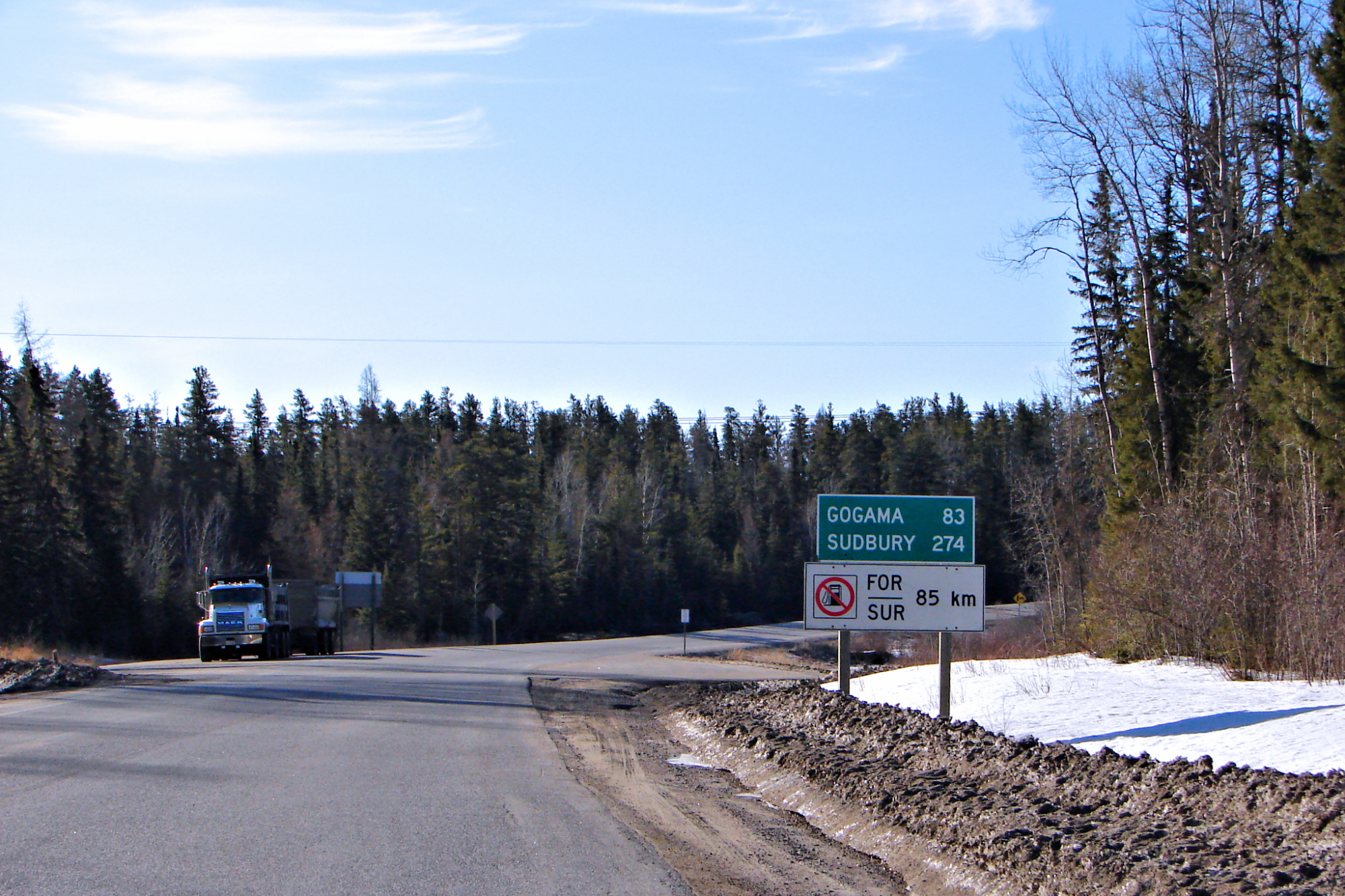
Route 144, pas d'essence sur 85 km.

La route 144 débute au sud-ouest de Sudbury, plus précisément à Lively au croisement de la route 17, avec laquelle elle forme un échangeur, vu la nature autoroutière de cette dernière dans le secteur. La 144 débute en contournant Sudbury par l'ouest et constitue la voie de contournement par l'ouest principale de l'agglomération. À Chelmsford, elle bifurque vers l'ouest à 90° pour justement traverser la ville et passer près du parc provincial Windy Lake. C'est après avoir traversé Chelmsford que la 144 fait son entrée dans la région montagneuse du Bouclier canadien.
La route 144 est très isolée dans la région du parc provincial Halfway Lake. De plus, elle possède de nombreuses montées et descentes durant le reste de son parcours, particulièrement autour de Gogama. 
Au kilomètre 154, elle croise la route 560 et 32 kilomètres plus au nord, elle croise la route 661, vers le centre de Gogama. Elle suit finalement la rive est de la rivière Tatachikapita (quelques kilomètres à l'intérieur des terres) avant de finir sa course au croisement de la route 101, soit quinze kilomètres au sud-ouest de Timmins.

## Intersections
| Route 144 |                       |     |                                                 |                            |
| District  | Ville                 | km  | Intersection/Destinations                       | Notes                      |
| Sudbury   | Lively                | 0   | R-17 , Sault Ste. Marie, Sudbury, North Bay     | Début de la 144; échangeur |
| Sudbury   | territoire inorganisé | 154 | Route 560 est, Shining Tree, Gowganda, Elk Lake |                            |
| Sudbury   | Gogama                | 186 | Route 661 sud, Gogama centre, lac Minisinakwa   |                            |
| Cochrane  | Timmins               | 271 | R-101, Chapleau, Wawa, Timmins, Iroquois Falls  | Fin de la 144              |